# Günselsdorf
Günselsdorf è un comune austriaco di 1 744 abitanti nel distretto di Baden, in Bassa Austria; ha lo status di comune mercato (Marktgemeinde). È stato istituito il 1º gennaio 1988 quando il comune mercato di Steinfelden è stato soppresso e suddiviso nei comuni di Blumau-Neurißhof, Günselsdorf, Tattendorf e Teesdorf.